# Jokomicu Riicsi
Jokomicu Riicsi (japánul: 横光 利一, Hepburn-átírással: Yokomitsu Riichi) (Tosikazu, 1898. március 17. – 1947. december 30.) japán író.
Fukusima prefektúrában, Tosikazuban született, elvégezte a Vaszeda Egyetemet. 1924-ben más fiatal írókkal, köztük Kavabata Jaszunarival együtt megalapította a Sinkankaku irányzatot („az újfajta érzékenység iskolája”), amelynek ideológusa lett, s amelynek működésére az ő csiszolt, zenei, meghökkentő képekben bővelkedő stílusa nyomta rá bélyegét. 1936-ban Európába utazott, féléves ott-tartózkodásáról naplót adott ki (Ósú kikó), és hosszú, befejezetlen regényt is írt róla.
Több művében bírálta, kigúnyolta a marxizmus gazdasági determinizmus elméletét (Naporeon to tamusi, „Napóleon ótvara”, 1926), kísérletezett a tudatfolyam technikával, és nagy vihart kavart azzal a tézisével, hogy Japánban nem lehet csak „tiszta” (vagyis magas irodalmi) regényt írni, annak óhatatlanul populárisnak, kommersznek is kell lennie.

## Fontosabb művei
- Sanhai (Sanghaj, 1931)
- Sinen („A császári mauzóleum”, 1932)
- Monsó („A családi címer”, 1934)
- „A gépezet”, in: Modern japán elbeszélők, Európa, 1967
- Joru no kucu („Cipők az éjszakában”, 1947)